# Steingrímur Jóhann Sigfússon

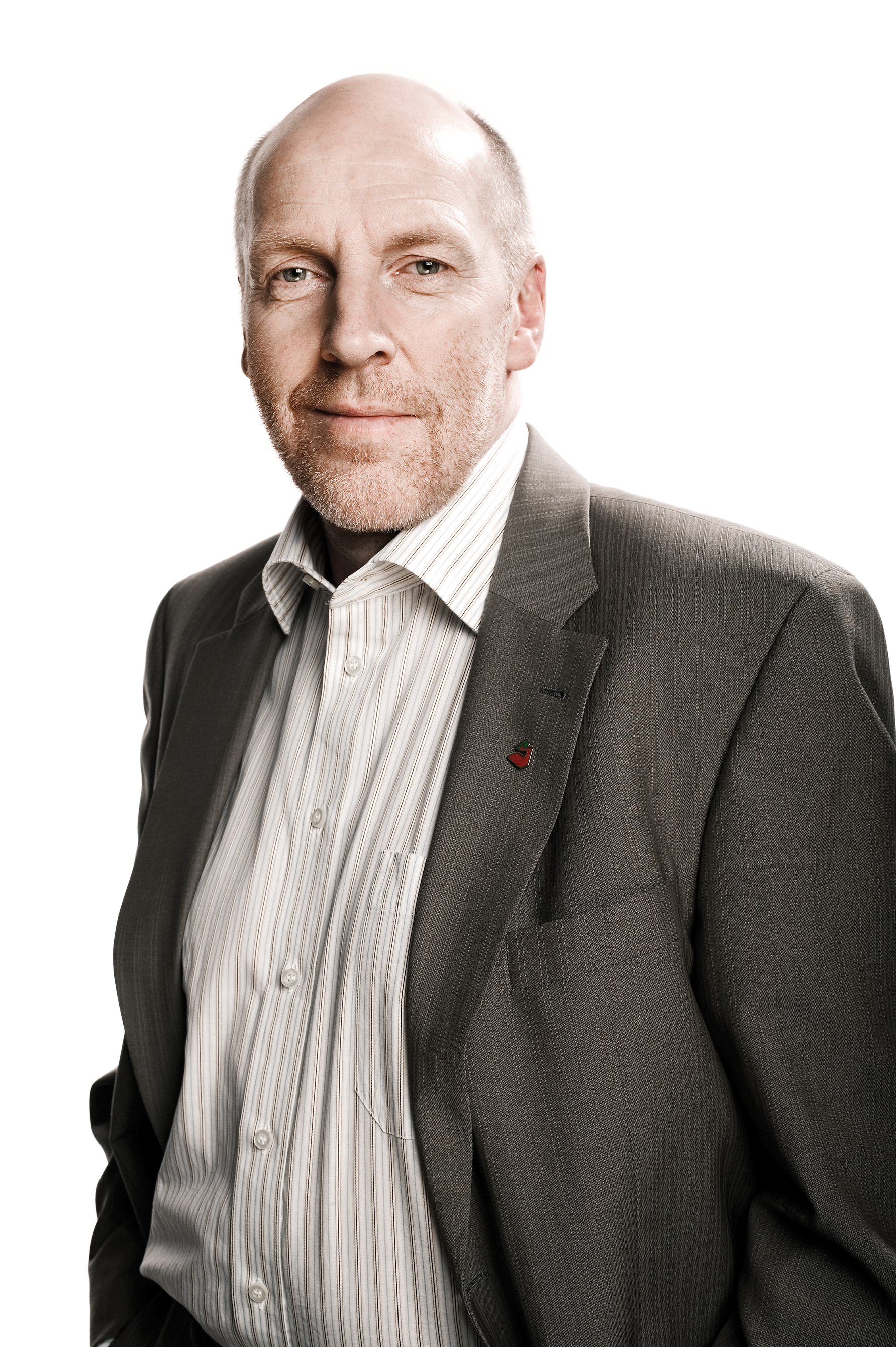
Steingrímur Jóhann Sigfússon

Steingrímur Jóhann Sigfússon, född 4 augusti 1955, är en isländsk politiker. Han var partiledare för Vänsterpartiet – de gröna fram till 2013 och har suttit i det isländska alltinget sedan 1983. Sigfússon var jordbruks- och transportminister mellan 1988 och 1991. Den 1 februari 2009 blev han finansminister samt fiskeri- och jordbruksminister i Islands regering. År 2013 återgick han till att vara ledamot i Altinget, efter regeringsskiftet 23 maj 2013. Han är 2018 Alltingets talman.